# Anathallis haberi
Anathallis haberi là một loài thực vật có hoa trong họ Lan. Loài này được (Luer) Solano & Soto Arenas mô tả khoa học đầu tiên năm 2002.